# Festuca capillifolia
Festuca capillifolia là một loài thực vật có hoa trong họ Hòa thảo. Loài này được Dufour ex Roem. & Schult. mô tả khoa học đầu tiên năm 1817.